# Liste der Monuments historiques in Goult
Die Liste der Monuments historiques in Goult führt die Monuments historiques in der französischen Gemeinde Goult auf.

## Liste der Bauwerke
| Bezeichnung                                | Beschreibung | Standort                      | Kennzeichnung | Schutzstatus | Datum | Bild           |
| ------------------------------------------ | ------------ | ----------------------------- | ------------- | ------------ | ----- | -------------- |
| Kapelle St-Véran archäologischer Fundplatz |              | Les Maquignons (Lage)         | PA84000013    | Inscrit      | 1997  | weitere Bilder |
| Pfarrkirche St-Sébastien                   |              | place de la Libération (Lage) | PA00082046    | Inscrit      | 1929  | weitere Bilder |

## Liste der Objekte
| Bezeichnung                                   | Beschreibung                   | Standort | Kennzeichnung | Schutzstatus | Datum | Bild |
| --------------------------------------------- | ------------------------------ | -------- | ------------- | ------------ | ----- | ---- |
| Sitz des Zelebranten (Kanzel des Offizianten) | 17. Jh., aus geschnitztem Holz | Kirche   | PM84000412    | Classé       | 1935  |      |